# 胡璇
胡璇（？—17世紀），本名胡璋，字寶樹，號不琱，雲南永昌府騰越州籍江西餘干县人，明朝、南明政治人物。

## 生平
胡璇是崇禎三年（1630年）雲南鄉試第三名舉人，七年（1634年）中甲戌科進士，工部觀政，八年授任太常寺博士，九年順天府同考，十一年取補吏部驗封司主事，十二年降補山東按察司照磨，十四年升光禄寺良醖署丞，十五年升行人司正。歷吏部郎中及太僕寺卿。永曆十二年（1658年），他和張重任接受應召，升工部右侍郎，又聯同楊在及鄔昌琦呈上恢復明朝的八個策略，被馬吉翔、李國泰阻止，因此沒有採用。永曆帝逃入緬甸，胡璇在銅壁關失散，於寶峰山隱居；他博學能文，潛心鑽研程朱理學，雲南學者大多以他為師。

## 引用
1. 1 2  錢海岳《南明史·卷五十六·列傳第三十二》：胡璇，本名璋，字寶樹，騰越人。崇禎七年進士。歷行人、驗封主事、郎中、太僕卿。
2. ↑  光緒《騰越廳志·卷十二·人物志上》：崇禎三年庚午科（舉人） 胡璋 改名胡璇，中式第三名，登進士
3. ↑  《崇祯七年甲戌科进士履历便览》：胡璇，曾祖魁，祖涌，父藻，赠奉直大夫。不琱，易一房，丁未年五月二十二日生，永昌府騰越州籍，江西馀干人，庚午乡试三名，会一百三十十四名，三甲一百三十一名，工部观政，乙亥授太常寺博士，丙子顺天同考，戊寅转吏部验封司主事，己卯调用，己卯补山东按察司照磨。
4. ↑  錢海岳《南明史·卷五十六·列傳第三十二》：永曆十二年，與張重任同應召，晉工部右侍郎。偕楊在、鄔昌琦上恢復八策，格於馬吉翔、李國泰，不用。上西狩緬甸，隨扈銅壁關散失，歸隱寶峰山。博學能文，潛心性理，雲南學者素以為師。